# 栗林治郎作
栗林 治郎作（くりばやし じろうさく、1892年（明治25年） -  1967年（昭和42年））は、日本の郷土史家。秋田県仙北郡六郷町（現美郷町）馬町に誕生。

## 来歴
幼名は辰造、のち治郎作（7代目）を襲名。諱は廣素（こうそ）。栗林家は、越後国（新潟県）より六郷村に移住した栗林八郎兵衛の第一分家である八右衛門から、安永年間（1770年 - 1780年）に分家。
1912年（明治45年）、辰造（廣素）は父の死により、21歳で家業（町屈指の呉服商と地主）継いだ。1919年（大正8年）、後藤宙外が主宰する郷土史研究会で、深沢多市、小西宗吉（画家の小西正太郎の弟）、武藤鉄城等を知り、郷土史研究にのめり込んだが、研究の累積とは裏腹に、家業は傾いていった。
1922年（大正11年）、菅江真澄の遊覧記である「月の出羽路」の写本を始め、約6年を費やし、全25冊を完成させた。和紙、筆、墨、顔料を京都から取り寄せ、画工（六郷人・武蔵玄海もその1人）を招き、絵画技術の取得にも努めた。完成した写本は、挿絵も巧緻（こうち）を極め、現在も高く評価されている。
また、小西匡之（慶吉）の著書である「六郷寺方世代由緒書」も廣素の写本により、残されている。

## 縁者
- 栗林新一郎（昭和の教育者、郷土史家）